# Государственные символы Сербии
Государственные символы Республики Сербии — особые отличительные знаки (предметы) Сербии, которые являются символами Сербии и сербского народа или сербской культуры. Таковыми символами являются: Государственный флаг, Государственный герб, Государственный гимн. Существуют и другие символы, которые не имеют официального статуса, но также признаются на национальном или международном уровне.

## Официальные Государственные символы Республики Сербии

Государственный флаг Сербии

### Государственный флаг Сербии
Государственный флаг Сербии — государственный символ Сербии, которые представляет собой прямоугольное полотнище, состоящее из трёх горизонтальных равновеликих полос: верхней — красной, средней — синей, и нижней — белой. На расстоянии трети длины флага от древкового края расположено изображение малого герба Сербии.
Утверждён 11.11.2010 г.
Для общественного употребления разрешён также вариант без герба, являющийся также официальным флагом Республики Сербской в составе Боснии и Герцеговины.

### Государственный герб Сербии
Государственный герб Сербии — один из символов суверенитета Сербии, утверждённый 17.08.2004 г.
На гербе изображён двуглавый орёл, на его груди красный щит, на щите крест с четырьмя огнивами (сербский крест). Сверху королевская корона и плащ.
Малый герб Республики Сербии представляет собой серебряного двуглавого орла в красном щите, увенчанном короной.

### Государственный гимн Сербии
Боже правде (с серб. — «Боже справедливости»). Текст гимна написан Йованом Джорджевичем на музыку Даворина Енко в 1872 году.

Государственный герб Сербии
Малый герб Сербии
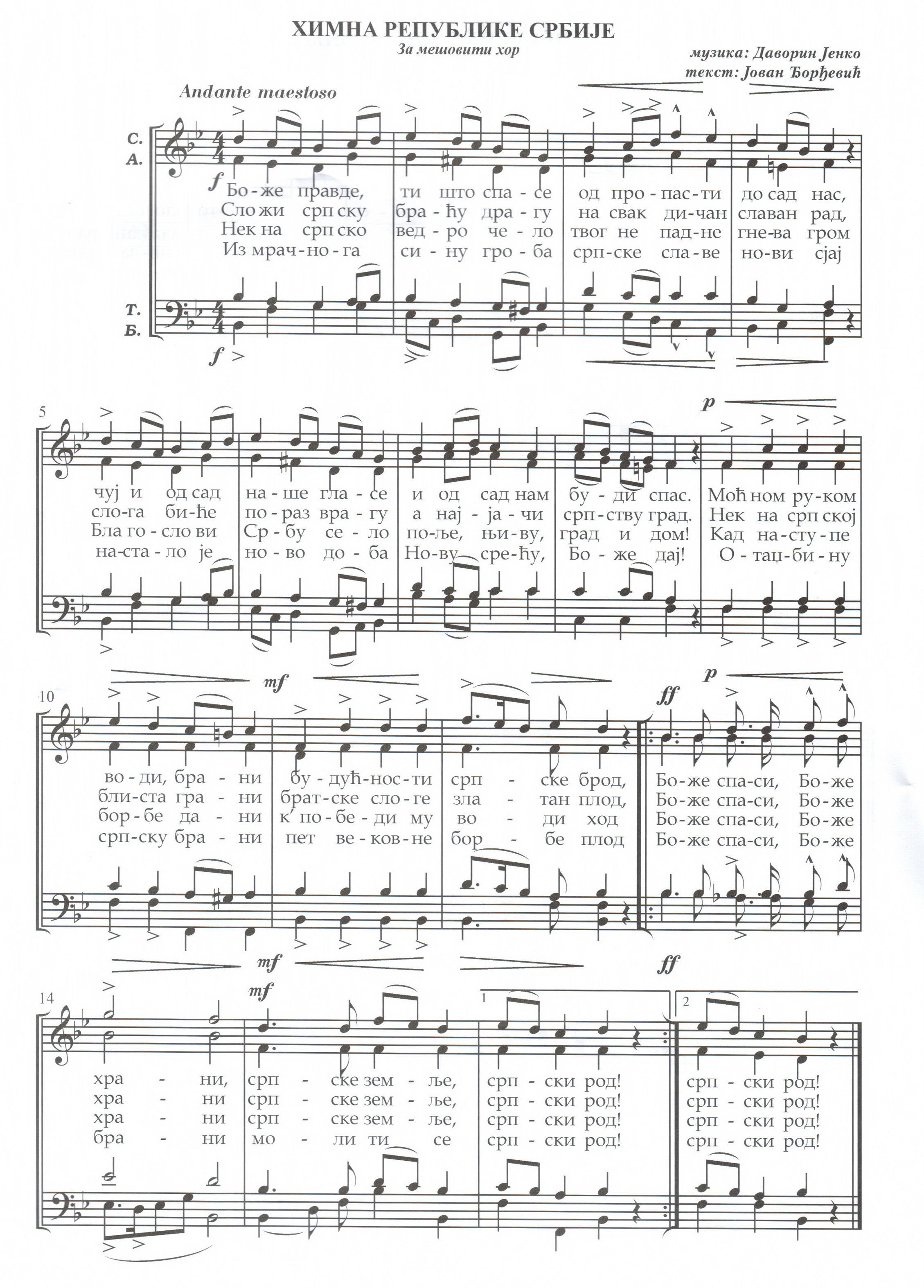
Гимн Сербии

## Национальные символы Республики Сербии
| Символ                                | Описание | Изображение |
| ------------------------------------- | --- | ----------- |
| Гражданский флаг                      | Представляет собой прямоугольное полотнище, состоящее из трёх горизонтальных равновеликих полос: красного, синего и белого цветов |             |
| Государственный символ Сербский крест | Состоит из греческого креста и четырёх обращенных наружу огнесталей. Утверждается, что огненная сталь является аббревиатурой от фразы «Только единство спасает сербов». |             |
| Геральдический символ Сербский орёл   | Сербский орел, двуглавый белый орел, изображенный на гербе и флаге Сербии. |             |
| Покровитель Сербии Святой Савва       | Святой Савва является основателем и первым архиепископом Сербской Православной Церкви (1219—1233 гг.). |             |
| Национальный костюм                   | Самый распространенный народный костюм Сербии — это Шумадия. |             |
| Культурные обычаи                     | Слава — почитание покровителя семьи. В ноябре 2014 года внесен в списки нематериального культурного наследия ЮНЕСКО. |             |
| Национальное животное                 | Серый волк — символом бесстрашия. |             |
| Национальное дерево                   | Дуб — символ Сербии, он символизирует силу и долголетие. |             |
| Национальный фрукт                    | Слива имеют большое значение для сербов и являются частью многочисленных обычаев. Говорят, что лучше всего построить дом там, где лучше всего растет сливовое дерево |             |
| Национальный напиток                  | Сливовица (сливовый бренди) — национальный напиток Сербии. |             |
| Национальные блюда                    | К национальным блюдам относятся чевапчичи, плескавица и гибаница. |             |
| Национальные памятники                | - Культурные памятники Сербии, внесенные в список Всемирного наследия ЮНЕСКО: раннесредневековая столица Стари Рас и монастырь XIII века Сопочаны; монастырь Студеница XII век; римский комплекс Гамзиград — Феликс Ромулиана; средневековые памятники Косово (монастыри Високи Дечани, Левишская Богоматерь, Грачаница и Патриарший монастырь Печ). - Литературные памятники: Мирославовское Евангелие XII век, архив ученого Николы Теслы. - Собор Святого Саввы — крупнейший Православная церковь в мире. |             |
| Национальное искусство                | |             |
| Национальный инструмент               | Гусле — национальный инструмент Сербии. На нём играли гуслари. |             |
| Национальная поэзия                   | Сербская эпическая поэзия — национальная поэзия, передаваемая устно национальными бардами — гусларями. |             |
| Народный танец                        | Сербский хоровод, имеет множество разновидностей. |             |
| Национальное ремесло                  | Пиротский ковер (килим). |             |
| Национальная шляпа                    | Шайкача — это национальный символ в Сербии с начала 20 века. Бывает чёрного, серого или зелёного цвета. Изготавливается из мягкой ткани домашнего изготовления. |             |